# Латук индийский
Лату́к инди́йский (лат. Lactúca índica) — вид травянистых растений, относящийся к роду Латук семейства Сложноцветные (Asteraceae).
Обыкновенно двулетнее растение с бледно-жёлтыми до почти белых корзинками, собранными в метёлку, с в различной степени рассечёнными листьями. Распространено на Дальнем Востоке и в Юго-Восточной Азии.

## Ботаническое описание
Двулетнее, реже — однолетнее или многолетнее, травянистое растение с голым прямостоячим стеблем 60—120 см и более высотой, в нижней части нередко красноватым, в верхней части разветвлённым. Корни часто с веретеновидными клубневидными утолщениями.
Листья в основном сидячие (только нижние, отмирающие к цветению, — черешчатые), 13—37 см длиной, в очертании линейные до продолговато-ланцетных, цельнокрайные до перисто-раздельных и даже дважды перисто-раздельных, с заострённой до притупленное верхушкой, в основании иногда полустеблеобъемлющие, со стреловидными ушками, по средней жилке снизу иногда несколько опушённые.
Корзинки собраны в кистевидные метёлки, с 20—30 цветками. Обёртки трёхрядные, цилиндрические, 1—1,1 см длиной, при плодах до 1,5 см. Листочки обёртки зелёные, по краю несколько красноватые, с тупой, часто закруглённой верхушкой, внутренний ряд обёртки из 8 листочков. Ножки корзинок нередко длиннее самих корзинок, с редуцированными листьями, сходными с листочками обёртки. Цветки все язычковые, бледно-жёлтые до почти белых, при сушке синеющие.
Плоды — уплощённо-эллипсоидальные семянки около 5 мм длиной и 2—2,5 мм шириной, красно-коричневые до почти чёрных, с коротким почти нитевидным носиком около 1 мм и хохолком из легко опадающих волосков 7—8 мм длиной.

## Распространение
Встречается по горным долинам, лесам и лугам, по побережьям, на залежах, по сорным местам, в качестве засорителя посевов. Распространён в Восточной и Юго-Восточной Азии, в России — на Дальнем Востоке и в Даурии.

## Значение
Листья употребляются в пищу в свежем виде, в Восточной Азии латук культивируется как салатное растение.

## Таксономия
Lactuca indica L., Mant. Pl. Altera 278 (1771).

### Синонимы
- Brachyramphus sinicus Miq., 1861
- Chondrilla squarrosa (Thunb.) Poir., 1811
- Lactuca amurensis Regel & Maxim., 1857
- Lactuca bialata Griff., 1854
- Lactuca brevirostris Champ. ex Benth., 1852
- Lactuca brevirostris var. foliis-indivisis Hemsl., 1888, nom. inval.
- Lactuca brevirostris var. foliis-laciniatis Hemsl., 1888, nom. inval.
- Lactuca cavaleriei H.Lév., 1910
- Lactuca hoatiensis H.Lév. & Vaniot, 1910
- Lactuca dracoglossa Makino, 1931
- Lactuca indica var. laciniata (Houtt.) H.Hara, 1952
- Lactuca jamaicensis Griseb., 1861
- Lactuca kouyangensis H.Lév., 1910
- Lactuca laciniata (Houtt.) Makino, 1903, nom. illeg.
- Lactuca laciniata f. indivisa Makino, 1903
- Lactuca mauritiana Poir., 1813
- Lactuca squarrosa (Thunb.) Miq., 1866
- Lactuca squarrosa var. laciniata Kuntze, 1891
- Prenanthes laciniata Houtt., 1779
- Prenanthes longifolia Jungh., 1845
- Prenanthes squarrosa Thunb., 1784
- Pterocypsela indica (L.) C.Shih, 1988
- Pterocypsela indica var. dracoglossa (Makino) K.Hammer, 2014
- Pterocypsela indica var. laciniata (Houtt.) K.Hammer, 2014
- Pterocypsela indivisa (Makino) H.S.Pak, 1999
- Pterocypsela laciniata (Houtt.) C.Shih, 1988
- Sonchus engleri Muschl., 1912, nom. nov.